# Paul Pattison
Paul Pattison é um maquiador estadunidense. Venceu o Oscar de melhor maquiagem e penteados na edição de 1996 por Braveheart, ao lado de Lois Burwell e Peter Frampton.